# Плаза Аврора
Плаза Аврора (англ. Aurora Plaza)  — хмарочос в Шанхаї, КНР. Висота 37-поверхового будинку дорівнює 185 метрів. Будівництво було завершено в 2003 році.
Вночі на передній частині будинку працює великий відеопроєктор.

## Посилання

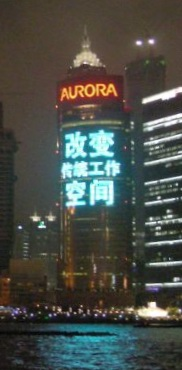
Плаза Аврора вночі